# K League 2
K League 2 (hangul: K리그2) är den näst högsta divisionen i fotboll i Sydkorea för klubblag på herrsidan. Ligan består av 10 lag.

## Historia
År 2013 ändrades ligasystemet om i Sydkorea och K League delades in i en förstadivision, K League Classic, och en andra division, K League Challenge. Förändringen innebar också att lag för första gången kunde bli upp- och nedflyttade mellan divisionerna. Den tidigare andradivisionen Korea National League blev istället tredjedivision i ligasystemet.

## Struktur
Det vinnande laget i K League 2 blir uppflyttat till följande säsongs K League 1 medan det lag som slutar sist i 1 blir nedflyttat till följande säsongs League 2. Tre lag från League 2, de som slutar tvåa till fyra i tabellen, spelar playoff mot det lag som kommer näst sist i League 1 om uppflyttning eller nedflyttning.

## Deltagande lag
Sedan Seoul E-Land FC gick med säsongen 2015 består K League Challenge av 11 lag. Detta kom senare att ändras till 10 lag i och med Asan Mugunghwas utträde.

### Säsongen 2020
| Lag                  | Koreanskt namn          | Plats     | Arena                      | Första säsong (på nivå 2) | Aktiva sedan (på nivå 2) |
| -------------------- | ----------------------- | --------- | -------------------------- | ------------------------- | ------------------------ |
| Ansan Greeners       | 안산 그리너스           | Ansan     | Ansan Wa~ Stadium          | 2017                      | 2017–                    |
| FC Anyang            | 안양시민프로축구단      | Anyang    | Anyang Stadium             | 2013                      | 2013–                    |
| Bucheon FC 1995      | 부천민프로축구단 1995   | Bucheon   | Bucheon Stadium            | 2013                      | 2013–                    |
| Chungnam Asan        | 충남 아산 축구단        | Asan      | Yi Sun-sin Stadium         | 2020                      | 2020–                    |
| Daejeon Hana Citizen | 대전 하나 시티즌 축구단 | Daejeon   | Daejeon World Cup Stadium  | 2014                      | 2016–                    |
| Gyeongnam FC         | 경남 도민프로축구단     | Changwon  | Changwon Football Centre   | 2015                      | 2015–                    |
| Jeju United          | 제주 유나이티드         | Seogwipo  | Jeju World Cup Stadium     | 2020                      | 2020–                    |
| Jeonnam Dragons      | 전남 드래곤즈           | Gwangyang | Gwangyang Football Stadium | 2019                      | 2019–                    |
| Seoul E-Land         | 서울 이랜드             | Seoul     | Seoul Olympic Stadium      | 2015                      | 2015–                    |
| Suwon FC             | 수원시민프로축구단      | Suwon     | Suwon Civic Stadium        | 2013                      | 2017–                    |

## Mästare

### Vinnare genom åren
| Säsong | Segrare            | Andraplats           |
| ------ | ------------------ | -------------------- |
| 2013   | Sangju Sangmu      | Ansan Police         |
| 2014   | Daejeon Citizen    | Gwangju FC           |
| 2015   | Sangju Sangmu      | Suwon FC             |
| 2016   | Ansan Mugunghwa    | Daegu FC             |
| 2017   | Gyeongnam FC       | Busan IPark          |
| 2018   | Asan Mugunghwa     | Seongnam FC          |
| 2019   | Gwangju FC         | Busan IPark          |
| 2020   | Jeju United        | Suwon FC             |
| 2021   | Gimcheon Sangmu FC | FC Anyang            |
| 2022   | Gwangju FC         | Daejeon Hana Citizen |

### Flest titlar
| Klubb                | Vinster        | Andraplatser   |
| -------------------- | -------------- | -------------- |
| Gwangju FC           | 2 (2019. 2022) | 1 (2014)       |
| Ansan/Asan Mugunghwa | 2 (2016, 2018) | 1 (2013)       |
| Sangju Sangmu        | 2 (2013, 2015) |                |
| Daejeon Citizen      | 1 (2014)       |                |
| Gyeongnam FC         | 1 (2017)       |                |
| Busan IPark          |                | 2 (2017, 2019) |
| Suwon FC             |                | 1 (2015)       |
| Daegu FC             |                | 1 (2016)       |
| Seongnam FC          |                | 1 (2018)       |